# Nepal Mountaineering Association
Nepal Mountaineering Association (NMA) è l'associazione alpinistica nazionale del Nepal. Fu fondata nel 1973 con l'obiettivo di promuovere attività montane sull'Himalaya, fornendo capacità di coscienziosità e sicurezza agli appassionati di montagna nepalesi e creando coscienza della bellezza della montagna sia a livello nazionale che internazionale.
Lo NMA è un membro attivo della UIAA.